# Лук ложный
Лук ложный (лат. Allium spurium) — многолетнее травянистое растение, вид рода Лук (Allium) подсемейства Луковые (Alliaceae) семейства Амариллисовые (Amaryllidaceae).
Восточноазиатский вид дикого лука, произрастающий в России (Амурская область, Бурятия, Якутия, Забайкальский край), Монголии и Китае (Хэбэй, Хэйлунцзян, Цзилинь, Ляонин, Внутренняя Монголия).
Allium spurium даёт 1 или 2 луковицы диаметром до 15 мм каждая. Растение распространяется с помощью подземных корневищ. Листья плоские, узколинейные, шириной около 3 мм. Черешки до 40 см высотой. Зонтик полушаровидный, с множеством розовых или сиреневых цветков.

## Ботаническое описание
Многолетнее травянистое растение. Геофит.
Луковица одиночная или парная, от цилиндрической до конусовидно-цилиндрической, 0,5-1,5 см в диаметре, прикреплена к подземному, обычно нетолстому горизонтальному корневищу; туника беловато-серая, перепончатая, на вершине расщеплённая.
Стебель до 40 см высотой, круглый, ребристый, гладкий.
Листья узколинейные в числе 2-3, прямые, короче или длиннее черешка, шириной (1,5-)2-4 мм, от плоских до выпукло-плоских, мясистые, по краю мелкошероховатые, на вершине острые до постепенно заострённых, обрубленные. Черешок (20-)30-40 см, терететный, не угловатый, бескрылый, только у основания покрыт листовыми влагалищами. Покрывало 2-створчатое, обычно окаймлённое, на вершине заострённое.
Зонтик рыхло-полушаровидный, многоцветковый. Цветоножки (2-)3-4 раза длиннее околоцветника, обычно двояковыпуклые. Околоцветник беловато-розовый или розово-розовый до розово-сиреневого или фиолетового, блестящий; сегменты с красной тонкой средней жилкой или без средней жилки, узкоэллиптические или продолговато-эллиптические, 4,5—5,5(—6) × 1,5—2 мм, вершина укороченная до острой; внешние имеют форму лодки. Нити шиловидные, почти равные, немного длиннее долек околоцветника, сросшиеся в основании и сросшиеся с долями околоцветника; внутренние шире наружных. Завязь яйцевидная, без вогнутых нектарников. Столбик выдаётся из околоцветника.
Цветение июль-август.
2n = 32.

## Синонимы
По данным GBIF на 2022 год в синонимику входят следующие наименования:
- Allium dauricum Frizen — Лук даурский = [syn.  Allium angulosum auct.non L.][4]
- Allium dauricum N.Friesen в Fl. Sibir., Arac.-Orch.: 68 (1987)
- Allium saxicola Kitag. в Rep. Inst. Sci. Res. Manchoukuo 2: 288 (1938)
- Allium spirale Kunth в Enum. Pl. 4: 422 (1843), nom. illeg.

Allium spurium, Allium spirale Willd. ex Schltdl. — Лук спиральный и Allium senescens L. — Лук стареющий являются близкородственными таксонами и были объединены под названием A. senescens при обработке других флор, например, Флоры Китайской Народной Республики и Fl. URSS.